# Johannes Graf (Grafiker)
Johannes Graf (* 1960) ist ein deutscher Grafikdesigner und seit 1994 Professor am Fachbereich Design der Fachhochschule Dortmund im Lehrgebiet Grafik und Design.

## Briefmarken
Zu seinen Werken als Briefmarkengestalter zählen unter anderem die Serie Leuchttürme und die Automatenmarken von 2008.